# شین رایان
شین رایان (انگلیسی: Shane Ryan؛ زادهٔ ۲۷ ژانویهٔ ۱۹۹۴) ورزشکار ورزش شنا اهل ایالات متحده آمریکا است.
وی در مسابقات کشوری و بین‌المللی در مجموع برندهٔ ۱ مدال طلا و ۳ مدال برنز شده‌است.